# اودالنگو گرانده
اودالنگو گرانده (به ایتالیایی: Odalengo Grande) یک کومونه در ایتالیا است که در استان آلساندریا واقع شده‌است.

## خصوصیات
اودالنگو گرانده ۱۵٫۹ کیلومترمربع مساحت و ۵۲۸ نفر جمعیت دارد.